# Huracán (mitologia)
Huracán (Língua quiché literalmente significa “perneta” jun raqan) é um deus maia do clima, das tempestades ferozes com vento, fogo e chuvas torrenciais, supostamente vive na névoa acima das ondas do mar e das águas das enchentes.